# Breitenhausen
Breitenhausen ist ein Gemeindeteil der Gemeinde Mariaposching im niederbayerischen Landkreis Straubing-Bogen.

## Lage
Das Kirchdorf Breitenhausen liegt im Gäuboden nördlich der Donau etwa fünf Kilometer nordöstlich von Mariaposching und etwa zwei Kilometer nordwestlich von Offenberg an der Kreisstraße SR 35 in der Nähe der Bundesautobahn 3.

## Geschichte
Der Ort hieß früher Rauberrain (rauer Rain), ursprünglich der Name einer Landschaft, in der sich einige zerstreut liegenden Häuser befanden. Bei der Gemeindebildung 1818/1821 kam das Gebiet zunächst zur Gemeinde Niederwinkling und erst 1826 zur Ruralgemeinde Mariaposching.
1866 beantragten die Dorfleute von Rauberrain eine Umbenennung ihrer Siedlung, da diese von den Bewohnern der Nachbarorte als „Räuberrain“ verspottet wurde. Nach mehreren Bittbriefen erreichten sie schließlich am Hl. Abend 1877 die Genehmigung des neuen Ortsnamens Breitenhausen durch König Ludwig II.
Eine 1853 erbaute Kapelle war für die Breitenhausener lange Zeit der religiöse Ortsmittelpunkt. 1952 wurde durch den Kirchenbauverein die jetzige Filialkirche der Pfarrei Oberwinkling errichtet. 1987 hatte Breitenhausen 155 Einwohner.

## Sehenswürdigkeiten
- Filialkirche Mariä Himmelfahrt. Der Saalbau mit Flachdecke und Orgelempore wurde 1951 erbaut und erhielt 1958 den Turm mit drei Glocken. Der barocke Hochaltar von 1725 stammt aus der Friedhofskapelle von Kloster Windberg. In seinem Zentrum steht eine spätgotische Marienfigur des Straubinger Meisters Erhard aus Sandstein. Weitere Ausstattungsstücke sind aus dem 17. und 18. Jahrhundert.

## Vereine
- EC Breitenhausen
- Freiwillige Feuerwehr Breitenhausen
- Schützenverein Niederwinkling-Breitenhausen
- TSV Aschenau-Breitenhausen. Sein Gründungsjahr ist 1967